# Lubowidz (gmina)
Lubowidz (do 1954 gmina Zieluń) – gmina miejsko-wiejska w województwie mazowieckim, w powiecie żuromińskim. W latach 1975–1998 gmina położona była w województwie ciechanowskim.
Siedziba gminy to Lubowidz, którego nazwa pochodzi od staropolskiego imienia Lubowid.
Według danych z 30 czerwca 2004 gminę zamieszkiwało 7409 osób.

## Struktura powierzchni
Według danych z roku 2002 gmina Lubowidz ma obszar 190,81 km², w tym:
- użytki rolne: 59%
- użytki leśne: 36%

Gmina stanowi 23,7% powierzchni powiatu.

## Demografia

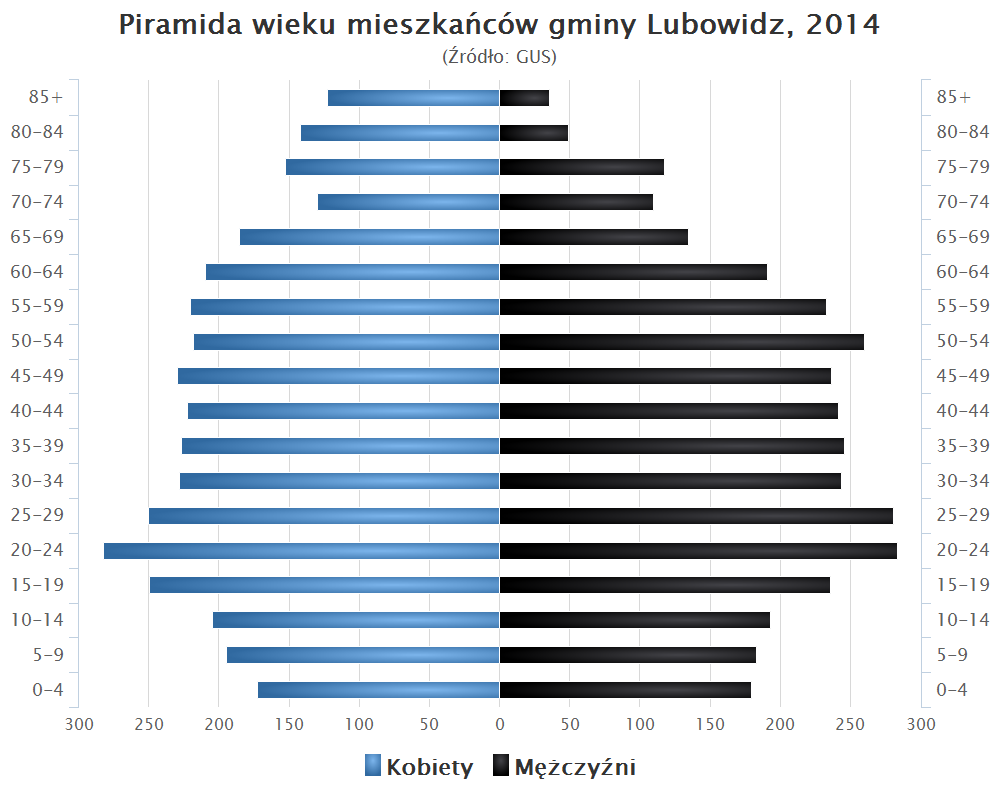
Piramida wieku mieszkańców gminy Lubowidz w 2014 roku

Dane z 30 czerwca 2004:
| Opis                              | Ogółem | Ogółem | Kobiety | Kobiety | Mężczyźni | Mężczyźni |
| --------------------------------- | ------ | ------ | ------- | ------- | --------- | --------- |
| jednostka                         | osób   | %      | osób    | %       | osób      | %         |
| populacja                         | 7409   | 100    | 3824    | 51,6    | 3585      | 48,4      |
| gęstość zaludnienia (mieszk./km²) | 38,8   | 38,8   | 20      | 20      | 18,8      | 18,8      |

## Sołectwa
Bądzyn, Cieszki, Dziwy, Galumin, Huta, Jasiony, Kozilas, Konopaty, Kipichy, Łazy, Mały Las, Mleczówka, Obórki, Osówka, Płociczno, Purzyce, Przerodki, Ruda, Rynowo, Sinogóra, Sztok, Straszewy, Suchy Grunt, Syberia, Toruniak, Wronka, Wylazłowo, Zatorowizna, Zdrojki, Zieluń,  Zieluń-Osada, Żelaźnia, Żarnówka.
Pozostałe miejscowości podstawowe: Biały Dwór, Borczyny (kolonia), Goliaty, Kaleje, Lisiny, Pątki, Rudniwa (kolonia).

## Sąsiednie gminy
Górzno, Kuczbork-Osada, Lidzbark, Lutocin, Skrwilno, Świedziebnia, Żuromin